# Kościół farny w Neustrelitz
Kościół farny w Neustrelitz (niem. Stadtkirche) – protestancka świątynia z XVIII wieku znajdująca się w niemieckim mieście Neustrelitz, wpisana do rejestru zabytków Powiatu Mecklenburgische Seenplatte. 

## Historia
Parafię w Neustrelitz erygowano w 1756. Kamień węgielny pod budowę kościoła wmurowano 29 lipca 1768, na architekta wybrano Johanna Christiana Wilhelma Verpoortena. Pierwsze nabożeństwo odbyło się 4 listopada 1778. W latach 1828–1831 wzniesiono wieżę, której projekt sporządził Friedrich Wilhelm Buttel. W tym czasie kościół otynkowano.

## Architektura i wyposażenie
Świątynia barokowo-klasycystyczna, trójnawowa hala, z dwoma piętrami empor. Wieża kościelna ma wysokość 52 metrów, na wysokości 45 metrów znajduje się taras widokowy, do którego prowadzą 203 stopnie schodów. Od 1856 w barokowym ołtarzu głównym znajduje się kopia obrazu Rafaela Santiego Droga na Kalwarię. Emporę zdobią trójmanuałowe organy z 1893, autorstwa Barnima Grüneberga, ufundowane przez księcia Fryderyka Wilhelma Meklemburskiego, które zastąpiły wcześniejszy instrument z 1779. Na potrzeby instalacji tych organów zdemontowano fragment drugiego piętra empor. Organy te kilkukrotnie przebudowywano, w latach 1998-2005 zrekonstruowano ich pierwotny wygląd. Na wieży kościoła znajdują się trzy dzwony: najstarszy pochodzi z 1521, odlany w Stargardzie, a dwa młodsze pochodzą z 1955.

## Galeria

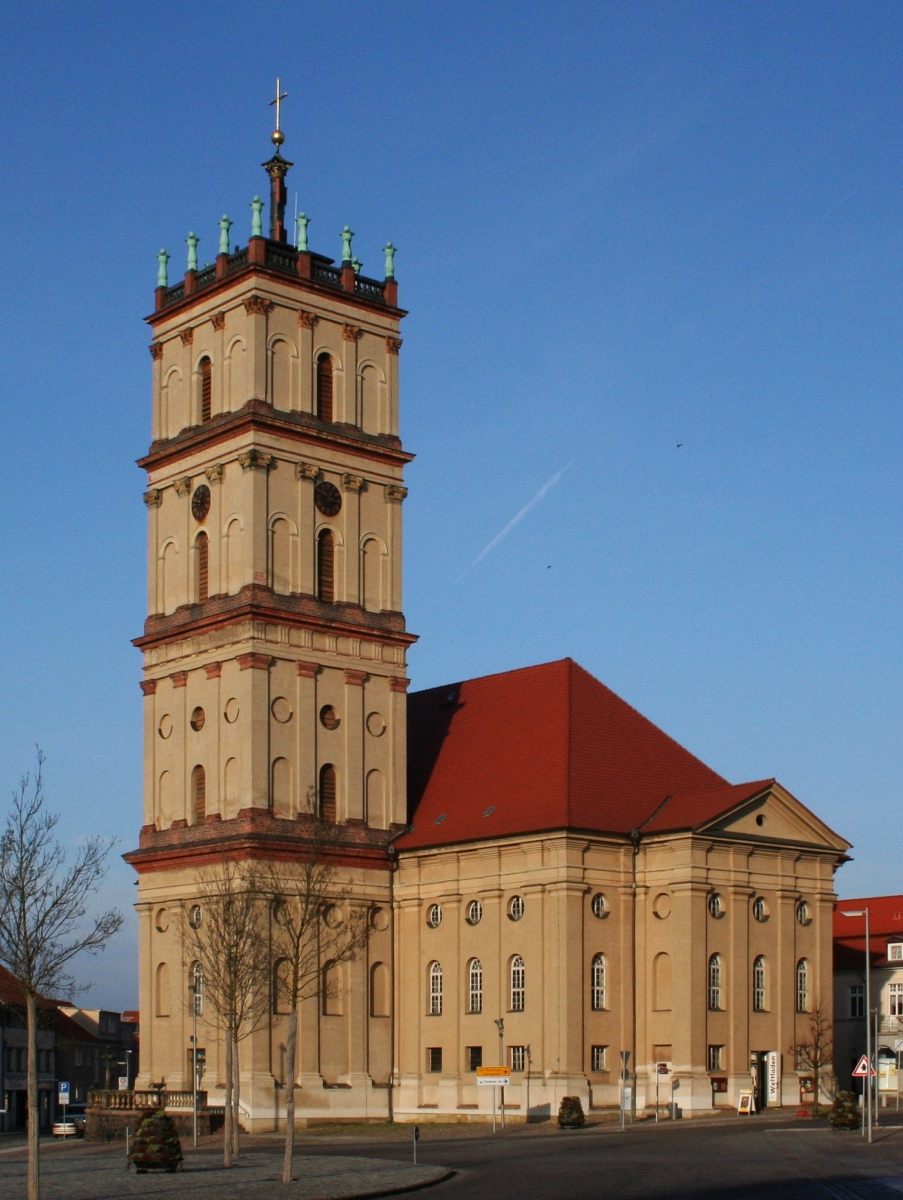
Kościół w 2006
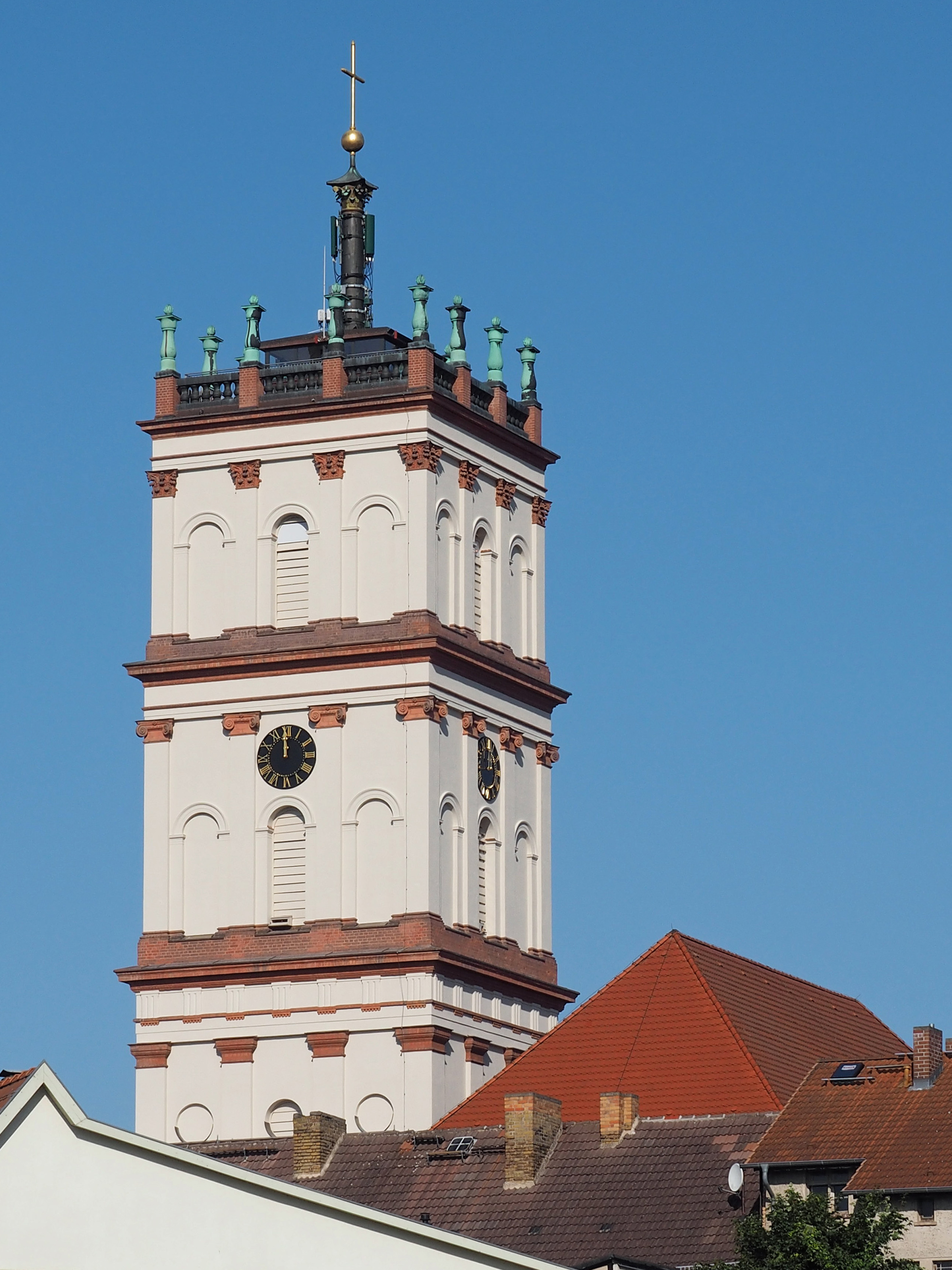
Wieża w 2015
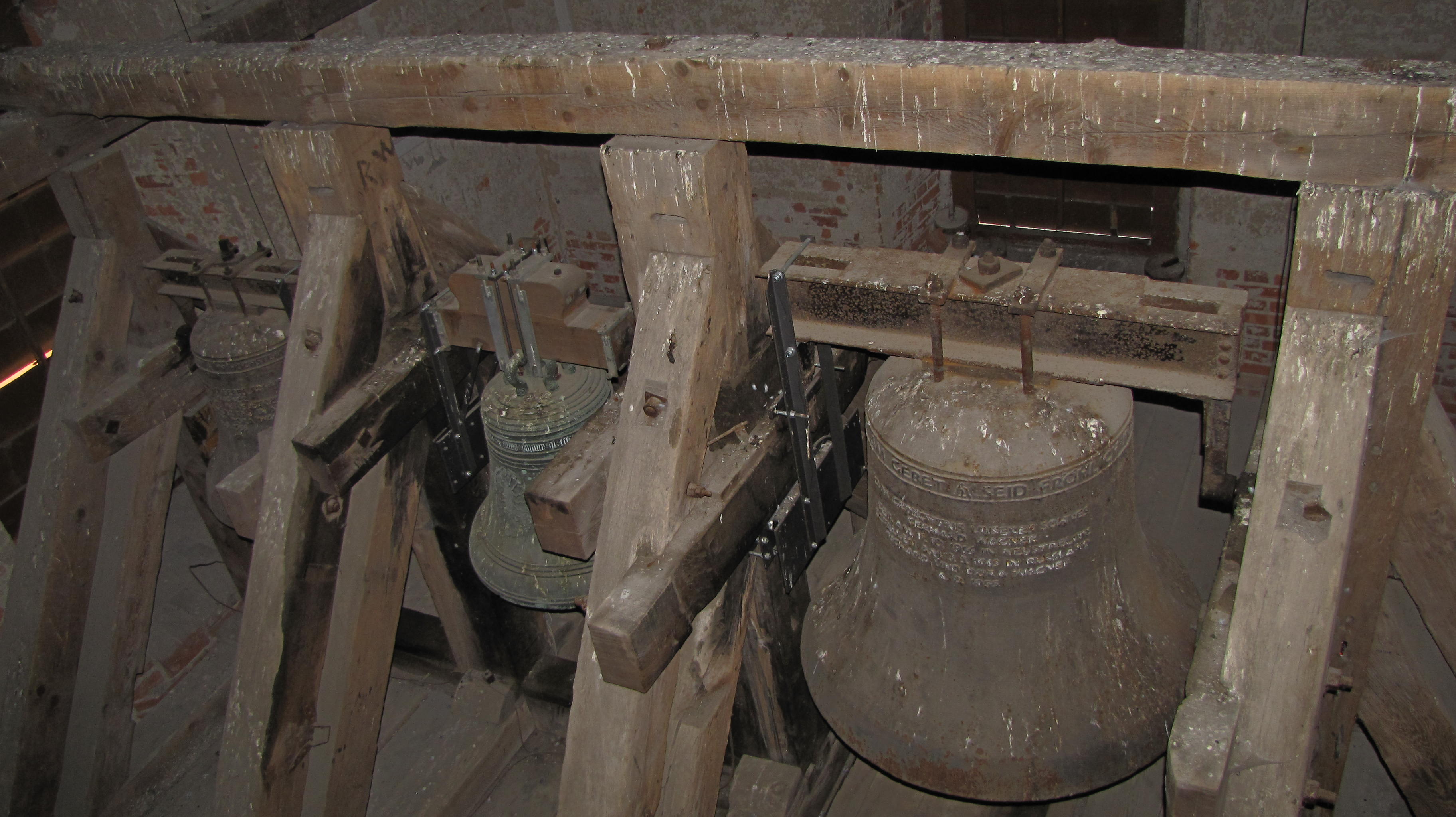
Dzwony na wieży
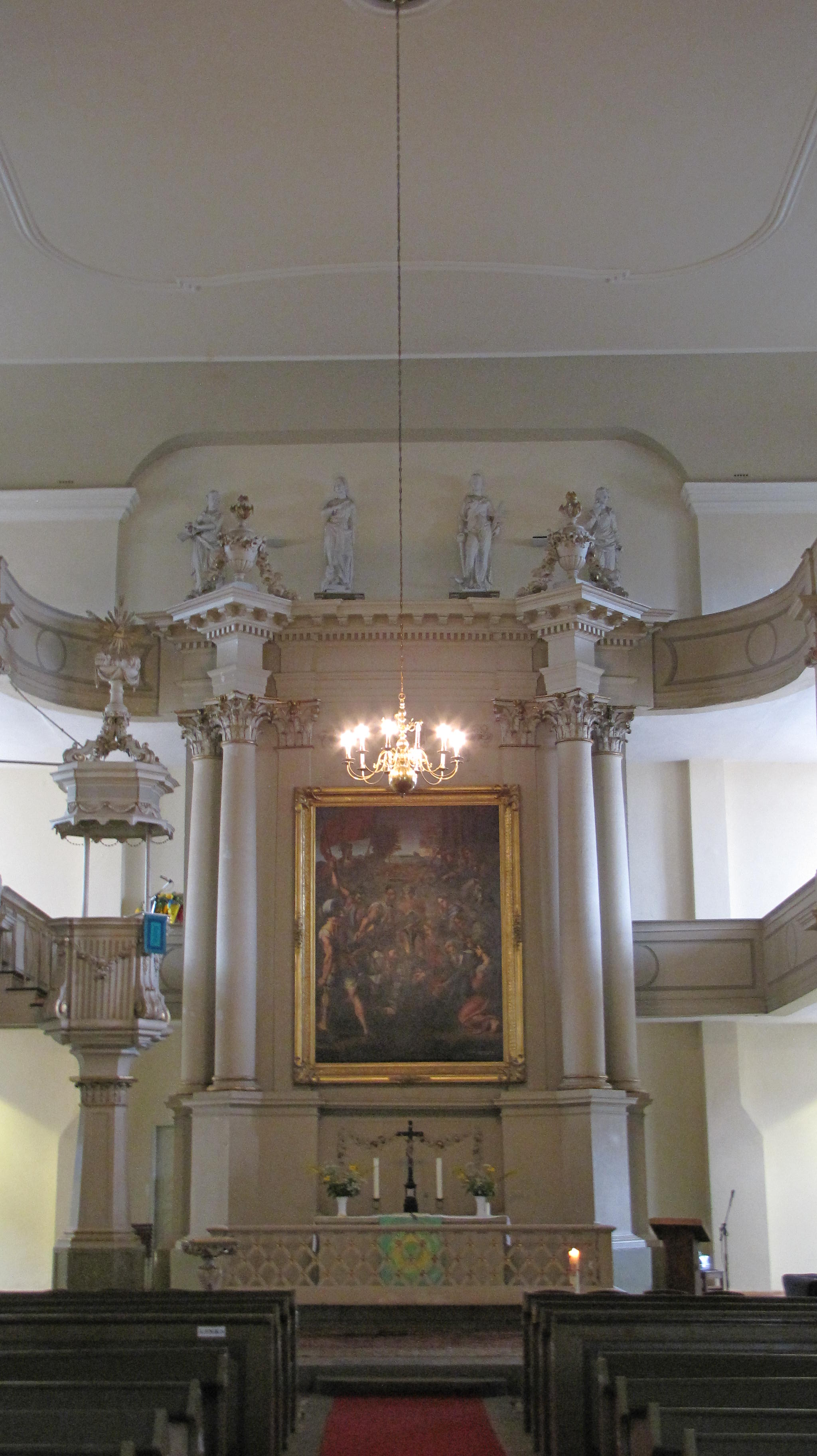
Ołtarz i ambona
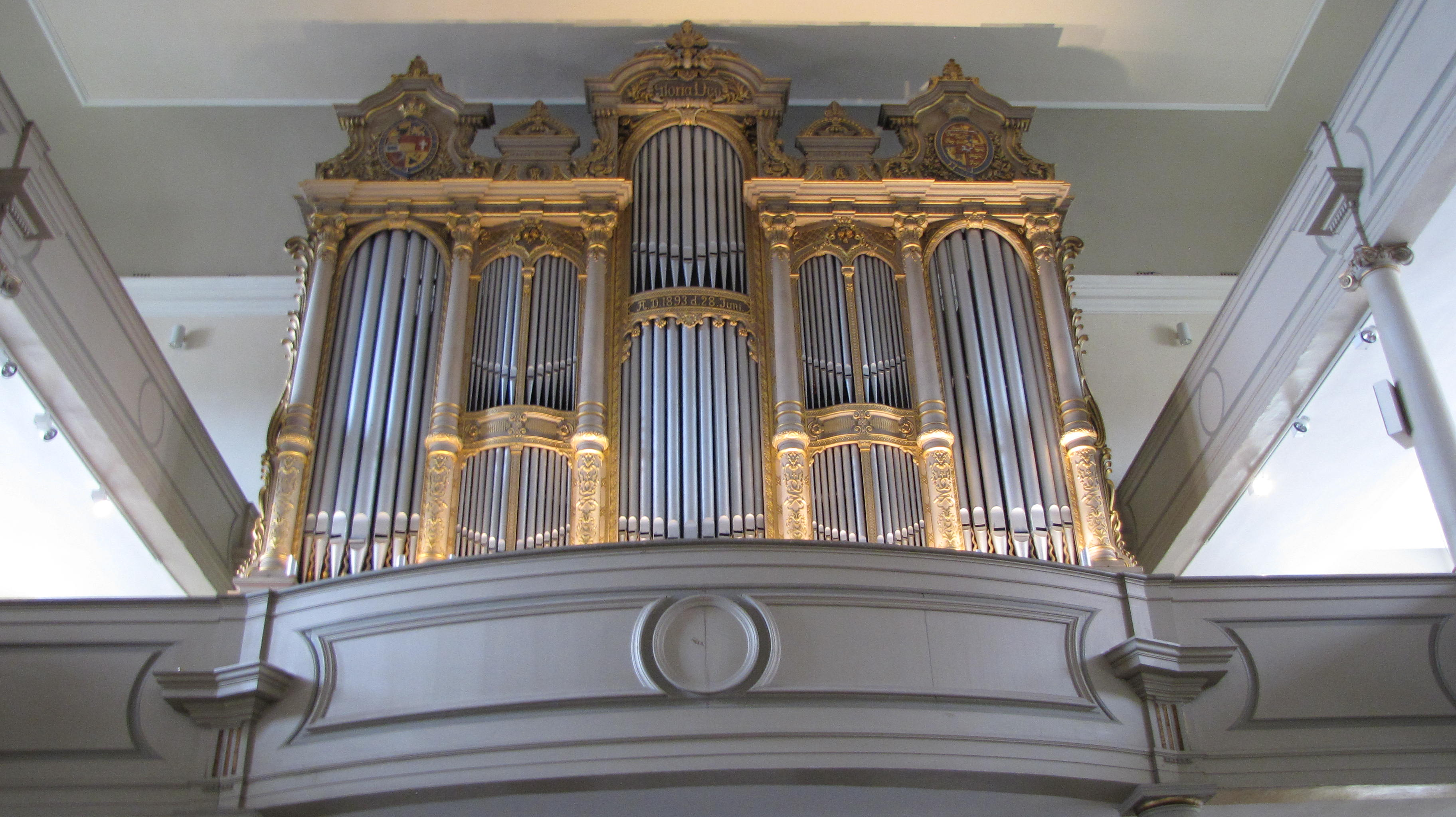
Organy